# Місава
40°41′0″ пн. ш. 141°22′8″ сх. д. / 40.68333° пн. ш. 141.36889° сх. д.
Міса́ва (яп. 三沢市, みさわし, МФА: [mʲisawa ɕi̥]) — місто в Японії, в префектурі Аоморі.

## Короткі відомості
Розташоване в східній частині префектури, на півдні Оґаварського плато, затиснутого між Тихим океаном на сході та берегами озера Оґавара на заході. Виникло на основі сільських поселень раннього нового часу. Отримало статус міста 1 вересня 1958 року шляхом надання статусу міста містечку Омісава. Основою економіки є сільське господарство, харчова промисловість. В місті розташована база Військово-повітряних сил США та Сил Самооборони Японії. Станом на 1 жовтня 2007 площа міста становила 119,97 км². Станом на 1 липня 2008 населення міста становило 42 464 осіб.

## Клімат
Місто знаходиться у зоні, котра характеризується морським кліматом. Найтепліший місяць — серпень із середньою температурою 22.2 °C (72 °F). Найхолодніший місяць — січень, із середньою температурою -1.7 °С (29 °F).
| Клімат Місави           | Клімат Місави | Клімат Місави | Клімат Місави | Клімат Місави | Клімат Місави | Клімат Місави | Клімат Місави | Клімат Місави | Клімат Місави | Клімат Місави | Клімат Місави | Клімат Місави | Клімат Місави |
| Показник                | Січ.          | Лют.          | Бер.          | Квіт.         | Трав.         | Черв.         | Лип.          | Серп.         | Вер.          | Жовт.         | Лист.         | Груд.         | Рік           |
| Абсолютний максимум, °C | 13            | 12            | 17            | 26            | 31            | 32            | 33            | 32            | 32            | 26            | 22            | 17            | 33            |
| Середній максимум, °C   | 1             | 1             | 5             | 12            | 17            | 18            | 22            | 25            | 21            | 16            | 10            | 4             | 13            |
| Середня температура, °C | −1            | −1            | 2             | 7             | 12            | 15            | 19            | 22            | 18            | 12            | 6             | 1             | 10            |
| Середній мінімум, °C    | −4            | −4            | −1            | 3             | 8             | 12            | 16            | 18            | 15            | 8             | 2             | −1            | 6             |
| Абсолютний мінімум, °C  | −12           | −17           | −11           | −7            | 0             | 3             | 7             | 11            | 6             | −1            | −6            | −12           | −17           |
| Днів з опадами          | 31            | 27            | 29            | 24            | 23            | 21            | 21            | 22            | 25            | 27            | 28            | 30            | 308           |
| Днів з дощем            | 6             | 6             | 12            | 22            | 23            | 21            | 21            | 22            | 25            | 27            | 23            | 14            | 222           |
| Днів зі снігом          | 29            | 26            | 23            | 4             | 0             | 0             | 0             | 0             | 0             | 0             | 11            | 24            | 117           |
| ----------------------- | ------------- | ------------- | ------------- | ------------- | ------------- | ------------- | ------------- | ------------- | ------------- | ------------- | ------------- | ------------- | ------------- |
| Джерело: Weatherbase    |               |               |               |               |               |               |               |               |               |               |               |               |               |